# AEW Rampage
AEW Rampage, noto semplicemente come Rampage, è stato un programma televisivo di wrestling, prodotto dalla All Elite Wrestling che è a dato in onda dal 13 agosto 2021 al 27 dicembre 2024 ogni venerdì su TNT.

## Storia
Il 15 gennaio 2020, come parte dell'accordo tra la All Elite Wrestling e TNT WarnerMedia è stato annunciato che la federazione avrebbe lanciato un nuovo show settimanale oltre a Dynamite.
Nel maggio 2021, è stato rivelato il secondo programma televisivo settimanale (il quarto contando Dark e Dark:Elevation che vanno in onda su YouTube), chiamato AEW Rampage e della durata di un'ora, sarebbe andato in onda su TNT a partire dal 13 agosto alle 22:00 (UTC-5) su TNT. È stato anche annunciato che Dynamite a partire dal 5 gennaio 2022 si sposterà sul canale TBS, mentre Rampage, seppur in un primo momento anche lui incluso nel cambio emittente, invece rimarrà su TNT.. Il 30 maggio, durante l'evento Double or Nothing, l'ex wrestler della WWE Mark Henry è stato annunciato come membro del team di commento di Rampage. Il 4 agosto la federazione ha annunciato che Excalibur, Taz e Chris Jericho, si sarebbero uniti a Henry nel team di commento di Rampage.
Nel corso di un'intervista con PWInsider, il presidente della AEW Tony Khan ha dichiarato che lo show sarebbe andato in onda in diretta per la maggior parte degli episodi, tranne alcuni episodi sarebbero stati pre-registrati, a seconda della città in cui si tiene l'episodio precedente di Dynamite. Ha inoltre dichiarato che WarnerMedia gli aveva chiesto se avrebbe preferito espandere Dynamite a tre ore, ma ha respinto l'idea, affermando che avrebbe preferito uno show separato. Ha anche affermato che Rampage non sarebbe stato uno show secondario rispetto a Dynamite e che i due show televisivi sarebbero stati i principali, mentre Dark e Dark: Elevation, sarebbero serviti a lanciare nuovi talenti.
A partire dal terzo episodio, viene trasmesso anche in Italia sugli schermi di Sky Sport, con il commento di Salvatore Torrisi, Moreno Molla e Paolo Mariani. Ogni puntata viene trasmessa il lunedì sera, con 72 ore di differita rispetto all'emissione statunitense.

## Programmazione
| Nazione             | Canale televisivo | Piattaforma online |
| ------------------- | ----------------- | ------------------ |
| Austria             | DMAX              | FITE               |
| Germania            | DMAX              | FITE               |
| Svizzera            | DMAX              | FITE               |
| Canada              | TSN               | FITE               |
| Francia             | Toonami           | FITE               |
| Regno Unito         | ITV               | FITE               |
| Irlanda             | ITV               | FITE               |
| Italia              | Sky Sport         | FITE               |
| Pakistan            | PTV Sports        | FITE               |
| India               | Eurosport         | FITE               |
| Filippine           | Premier Sports    | FITE               |
| Malaysia            | SPOTV             | FITE               |
| Australia           | ESPN              | FITE               |
| Nuova Zelanda       | ESPN              | FITE               |
| Brasile             | Non disponibile   | FITE               |
| Messico             | Non disponibile   | FITE               |
| Argentina           | Non disponibile   | FITE               |
| Cile                | Non disponibile   | FITE               |
| Colombia            | Non disponibile   | FITE               |
| Perù                | Non disponibile   | FITE               |
| Corea del Sud       | Non disponibile   | FITE               |
| Spagna              | Non disponibile   | FITE               |
| Polonia             | Non disponibile   | DAZN               |
| Portogallo          | Non disponibile   | DAZN               |
| Romania             | Non disponibile   | DAZN               |
| Svezia              | Non disponibile   | DAZN               |
| Turchia             | Non disponibile   | DAZN               |
| Rep. Ceca           | Non disponibile   | DAZN               |
| Croazia             | Non disponibile   | DAZN               |
| Serbia              | Non disponibile   | DAZN               |
| Arabia Saudita      | Non disponibile   | STARZPLAY          |
| Emirati Arabi Uniti | Non disponibile   | STARZPLAY          |
| Qatar               | Non disponibile   | STARZPLAY          |
| Egitto              | Non disponibile   | STARZPLAY          |
| Marocco             | Non disponibile   | STARZPLAY          |
| Giappone            | Non disponibile   | NJPW World         |
| Stati Uniti         | TNT               | Non disponibile    |